# بينيتو إراولا مارتينيز
بينيتو إراولا مارتينيز (بالإنجليزية: Benito Martinez)‏ هو عسكري أمريكي، ولد في 21 أبريل 1932 في فورت هانكوك في الولايات المتحدة، وتوفي في 6 سبتمبر 1952 في محافظة يانغو ‏ في كوريا الجنوبية.